# Blair
Blair je priimek več oseb:    
- Leonard Paul Blair, ameriški rimskokatoliški škof
- Tony Blair, britanski politik in predsednik vlade